# Pachydactylus purcelli
Pachydactylus purcelli este o specie de șopârle din genul Pachydactylus, familia Gekkonidae, descrisă de Boulenger 1910. Conform Catalogue of Life specia Pachydactylus purcelli nu are subspecii cunoscute.